# Đỉnh Bàn
Đỉnh Bàn là một xã thuộc thành phố Hà Tĩnh, tỉnh Hà Tĩnh, Việt Nam.

## Địa lý
Xã Đỉnh Bàn nằm ở phía đông bắc huyện Thạch Hà, có vị trí địa lý:
- Phía đông giáp xã Thạch Hải
- Phía tây giáp huyện Lộc Hà
- Phía nam giáp thành phố Hà Tĩnh và xã Thạch Khê
- Phía bắc giáp Biển Đông.

Xã Đỉnh Bàn có diện tích 22,46 km², dân số năm 2018 là 6.895 người, mật độ dân số đạt 307 người/km².

## Lịch sử
Địa bàn xã Đỉnh Bàn hiện nay trước đây vốn là hai xã Thạch Đỉnh và Thạch Bàn thuộc huyện Thạch Hà.
Xã Thạch Bàn được thành lập vào ngày 1 tháng 10 năm 1965 trên cơ sở phần diện tích khai hoang và một số xóm của xã Thạch Đỉnh.
Trước khi sáp nhập, xã Thạch Đỉnh có diện tích 8,84 km², dân số là 3.563 người, mật độ dân số đạt 403 người/km². Xã Thạch Bàn có diện tích 13,62 km², dân số là 3.332 người, mật độ dân số đạt 245 người/km².
Ngày 21 tháng 11 năm 2019, Ủy ban Thường vụ Quốc hội ban hành Nghị quyết số 819/NQ-UBTVQH14 về việc sắp xếp các đơn vị hành chính cấp xã thuộc tỉnh Hà Tĩnh (nghị quyết có hiệu lực từ ngày 1 tháng 1 năm 2020). Theo đó, sáp nhập toàn bộ diện tích và dân số của hai xã Thạch Đỉnh và Thạch Bàn thành xã Đỉnh Bàn.
Ngày 14 tháng 11 năm 2024, Ủy ban Thường vụ Quốc hội ban hành Nghị quyết số 1283/NQ-UBTVQH15 về việc sắp xếp các đơn vị hành chính cấp xã thuộc tỉnh Hà Tĩnh giai đoạn 2023–2025 (nghị quyết có hiệu lực từ ngày 1 tháng 1 năm 2025). Theo đó, xã Đỉnh Bàn sáp nhập vào thành phố Hà Tĩnh.